# 施古德
施古德（荷蘭語：Gustaaf Schlegel，1840年9月30日—1903年10月15日），或譯施萊格、席雷格，荷兰汉学家和田野自然学家。

## 生平
1840年出生于荷兰南荷兰省乌赫斯特海斯特，9岁跟随莱顿大学教授学习中文，1857年第一次造访中国为的是收集鸟类标本，但他的成就几乎被郇和，比施古德更早踏足中国的植物学家给遮蔽。后来在莱顿大学担任汉语教授，著名学生有高延等。
1857年，他以翻譯練習生身分來華，1862年轉至爪哇，1872年返國。他所編撰的《荷華文語類參》，以漳浦方言文言音為收錄對象，分四大冊，由荷屬印尼殖民政府於1882至1892年分冊刊行，是第一也是目前為止規模最大的一部閩南語辭典。